# 李文田故居
李文田故居，位于中国广东省佛山市禅城区燎原路良巷11号（待迁建），1998年4月30日公布为佛山市文物保护单位，2006年10月25日被剔除出佛山市文物保护单位名单。
李文田故居的历史年代为清代。